# Радельфинген
Радельфинген (нем. Radelfingen) — коммуна в Швейцарии, в кантоне Берн. 
Входит в состав округа Аарберг. Население составляет 1222 человека (на 31 декабря 2006 года). Официальный код — 0309.